# Любов под наем
Любов под наем (на турски: Kiralık Aşk, в превод – Пазарена любов) е турски сериал, чиято премиера е на 19 юни 2015 по STAR TV. В главните роли са Баръш Ардуч, Елчин Сангу, Салих Бадемджи и Синем Йозтурк. Сериалът, чийто продуцент е Мюге Туралъ Пак, e под режисурата на Метин Балекоолу (от 1 до 20 епизод), Баръш Йош (от 21 до 43 епизод) и Шенол Сьонмез (от 44 до 69 епизод). Сценаристи са Мерич Аджеми и Дениз Джошкун. Адаптация е на южнокорейският сериал „Колко струва любовта“?

## Сюжет
Сервитьорка на име Дефне Топал (Елчин Сангу) се озовава в любовна игра, когато й трябват пари, за да изплати дълга на брат си. Дефне се грижи за баба си, малката си сестра и по-големия си брат, защото баща им ги е изоставил и след като майка й ги напусна заради друг мъж. Един ден мъж на име Йомер Ипликчи (Баръш Ардуч) я целува рязко, защото иска да се спаси от среща на сляпо, която леля му е уредила. Непозната за Дефне и Йомер, лелята на Йомер Нериман (Нергис Кумбасар) вижда целувката. След това Нериман идва с предложение на Дефне да се омъжи и след това да напусне мъжа, за когото я е наела. Нериман е готова да даде 400 000 лири, но Дефне взема само нужните й пари (200 000 лири) и приема предложението, за да спаси брат си от хората, на които е длъжник. Тя започва като асистент близо до Йомер Ипликчи, без да знае, че той е мъжът, който я целуна, докато не го вижда в първия си работен ден. Тя има 6 месеца да се омъжи и след това да го напусне, но не е достатъчно наясно и случайно се влюбва в него! Йомер
```
и Дефне се разделят и събират няколко пъти , но накрая се женят , като Дефне точно на сватбения олтар му разказва цялата истина за запознанството им . На другия ден той анулира брака им .
```

2 Сезон
Йомер е изоставил Дефне и е заминал за Италия , а Дефне работи като директор логистина във фирмата на Седа Still .  Йомер съжалява за това , което е причинил на Дефне и решава да се върне в Истанбул.  На тяхната първа среща тя пада в тъмното и той я хваща . Между временно Нериман  е извикала нейния племенник Памир , защото разбира , че богатството на И Ипликчи  ще бъде за Дефне.  Започва втора игра наречена "Любов под наем " .Памир обаче наистина се влюбва в нея . Дефне и Йомеп отново са заедно.  Той разбира за играта и принуждава Памир да си признае всичко на Дефне . Седа и Синан се женят . Дефне и Йомер имат малка дъщеря.

## Излъчване
| Сезон | Сезон | Епизоди | Начало на сезона  | Край на сезона | Всички епизоди | ТВ сезон    | ТВ канал | Дата и час    |
| ----- | ----- | ------- | ----------------- | -------------- | -------------- | ----------- | -------- | ------------- |
|       | 1     | 52      | 19 юни 2015       | 24 юни 2016    | 1 – 52         | 2015 – 2016 | Star TV  | петък (20:00) |
|       | 2     | 17      | 23 септември 2016 | 20 януари 2017 | 53 – 69        | 2016 – 2017 | Star TV  | петък (20:00) |

## Излъчване в България
| Сезон | Сезон | Епизоди | Начало на сезона   | Край на сезона  | Всички епизоди | ТВ сезон       | ТВ канал | Дата и час                 |
| ----- | ----- | ------- | ------------------ | --------------- | -------------- | -------------- | -------- | -------------------------- |
|       | 1     | 95      | 15 ноември 2017 г. | 3 април 2018 г. | 1 – 95         | 2017 – 2018 г. | bTV      | всеки делничен ден (13:30) |
|       | 2     | 31      | 4 април 2018 г.    | 22 май 2018 г.  | 96 – 126       | 2018 г.        | bTV      | всеки делничен ден (13:30) |

## Актьорски състав
- Елчин Сангу – Дефне Топал-Ипликчи
- Баръш Ардуч – Йомер Ипликчи
- Салих Бадемджи – Синан Каракая
- Мюжде Узман – Седа Беренсел-Каракая
- Сечкин Йоздемир – Памир Марден
- Онур Бююктопчу – Корай Саргън
- Синем Йозтюрк – Ясемин Каялар
- Мелиса Шенолсун – Суде Ипликчи
- Нергис Кумбасар – Нериман Ипликчи
- Левент Юлген – Неджми Ипликчи
- Ферди Мертер – Хулюси Ипликчи
- Айберк Атила – Майстор Садри
- Исмаил Карагьоз – Шюкрю
- Ханде Агаоулу – Мине
- Хикмет Кьоркмюкчю – Тюркян Топал
- Мелиса Гиз Дженгиз – Есра Топал
- Керем Фъртъна – Исмаил
- Санем Йелес – Нихан Иигюнлер-Топал
- Осман Акча – Сердар Топал
- Рагъп Гюлен – Зюбейир Ташчалан
- Селин Узал – Дерия
- Серкан Даглъ – Айтекин
- Гизем Денизджи – Айшегюл
- Угур Бичер – Джевдет
- Деврим Ялчън – Дениз Транба
- Елифджан Онгурлар – Фикрет
- Симге Доанлар – Едже
- Лейля Лидия Туутлу – Из
- Аля Гюндюз – Лара
- Еге Гези Кайнар – Исо
- Йозлем Гезгин – Назлъджан
- Ендер Сакалъ – Ведат
- Баръш Мурат Яаджъ – Еймен

## В България
В България сериалът започва на 15 ноември 2017 г. по bTV и завършва на 3 април 2018 г. На 4 април започва втори сезон и завършва на 22 май. Дублажът е на студио Медиа Линк. Ролите се озвучават от Гергана Стоянова, Ирина Маринова, Нина Гавазова, Светломир Радев и Александър Воронов.
На 4 юни започва повторно излъчване по bTV Lady, като епизодите са с продължителност 45 минути и завършва на 12 март 2019 г. На 27 юли започва ново повторение и завършва на 11 юли 2020 г.